# Hercostomus ozerovi
Hercostomus ozerovi är en tvåvingeart som beskrevs av Grichanov 1999. Hercostomus ozerovi ingår i släktet Hercostomus och familjen styltflugor. Inga underarter finns listade i Catalogue of Life.